# Кастро, Пилар
Пила́р Ка́стро Парри́лья (исп. Pilar Castro Parrilla; род. 12 октября 1970, Мадрид, Испания) — испанская актриса.

## Биография
Пилар Кастро родилась в Мадриде в 1970 году. В детстве она занималась танцами, участвовала в музыкальном шоу Aplauso на канале TVE. Кастро была студенткой школы актёрского мастерства Кристины Рота и окончила её в 1993 году. Вскоре состоялся дебют в кино — небольшая роль в фестивальной драме «Истории из Кронена» (1995).
В 2000-х годах Кастро стала известна благодаря ролям в популярных испанских сериалах, таких как «Семья Серрано» или «Вопросы о сексе». В 2010 году она была номинирована на премию «Гойя» лучшей актрисе второго плана за роль в комедии «Толстяки» (вместе с другой актрисой из этого фильма — Вероникой Санчес), но уступила приз Марте Этура.

## Фильмография

### Кино
| Кино | Кино                              | Кино                       | Кино |
| Год  | Фильм                             | Режиссёр                   |      |
| ---- | --------------------------------- | -------------------------- | ---- |
| 1995 | Истории из Кронена                | Мончо Армендарис           |      |
| 1996 | Такси                             | Карлос Саура               |      |
| 1998 | Агухетас в душе                   | Фернандо Меринеро          |      |
| 1999 | Гаванский квартет                 | Фернандо Коломо            |      |
| 1999 | Самая уродливая женщина на свете  | Мигель Бардем              |      |
| 2000 | Вторая кожа                       | Херардо Вера               |      |
| 2003 | Чилаут                            | Дуния Аясо, Феликс Сабросо |      |
| 2003 | Дни футбола                       | Давид Серрано              |      |
| 2003 | Спящая удача                      | Анхелес Гонсалес-Синде     |      |
| 2004 | Общие умершие                     | Норберто Рамос             |      |
| 2005 | 2 стороны кровати                 | Эмилио Мартинес-Ласаро     |      |
| 2006 | Летая я иду                       | Мигель Альбаладехо         |      |
| 2006 | Порывы ветра                      | Херардо Эрреро             |      |
| 2009 | Толстяки                          | Даниэль Санчес Аревало     |      |
| 2013 | Моя большая испанская семья       | Даниэль Санчес Аревало     |      |
| 2014 | Овцы не опаздывают на поезд       | Альваро Фернандес Армеро   |      |
| 2016 | Джульетта                         | Педро Альмодовар           |      |
| 2017 | Для вашего блага                  | Карлос Терон               |      |
| 2019 | Преимущества путешествий поездами | Ариц Морено                |      |
| 2021 | Вместе веселее                    | Пако Кабальеро             |      |
| 2021 | Главная роль                      | Мариано Кон, Гастон Дюпра  |      |
| 2022 | Из моего окна                     | Марсаль Форе               |      |
| 2022 | Свинка                            | Карлота Переда             |      |
| 2023 | Любовь с первого поцелуя          | Алауда Руис де Асуа        |      |

### Сериалы
| Кино    | Кино                  | Кино            | Кино         |
| Год     | Фильм                 | Персонаж        | Примечания   |
| ------- | --------------------- | --------------- | ------------ |
| 2000–01 | После окончания школы | Кристина Ангуло | 118 эпизодов |
| 2007    | Семья Серрано         | Эмилия Хуарте   | 13 эпизодов  |
| 2007–09 | Вопросы о сексе       | Альба           | 35 эпизодов  |
| 2015–16 | Ольмос и Роблес       | Исабель Антунес | 18 эпизодов  |
| 2018–20 | Жить без разрешения   | Чон Молинер     | 20 эпизодов  |
| 2020–21 | Опасные мамочки       | Белинда Чаморро | 13 эпизодов  |

## Награды
Полный список наград и номинаций на сайте IMDb.
| Награды и номинации | Награды и номинации     | Награды и номинации                      | Награды и номинации | Награды и номинации |
| Год                 | Награда                 | Категория                                | Фильм               | Результат           |
| ------------------- | ----------------------- | ---------------------------------------- | ------------------- | ------------------- |
| 2008                | Малагский кинофестиваль | Лучшая актриса в короткометражном фильме | Test                | Победа              |
| 2010                | Премия «Гойя»           | Лучшая актриса второго плана             | Толстяки            | Номинация           |
| 2011                | Малагский кинофестиваль | Лучшая актриса в короткометражном фильме | El premio           | Победа              |